# HEC Paris
Pour les articles homonymes, voir HEC.
HEC Paris (dite aussi HEC ou HEC School of Management), de son nom complet l'École des hautes études commerciales de Paris, est une grande école de commerce et de gestion consulaire créée en 1881. À l'origine située rue de Tocqueville à Paris, l'école se déplace en 1964 dans son campus de Jouy-en-Josas, inauguré par Charles de Gaulle.
Jouissant d'un certain prestige au sein des études de commerce en France et à l’étranger et régulièrement classée comme comptant parmi les meilleures écoles de commerce en Europe, HEC Paris est souvent associée à la sélectivité mais aussi à l'élitisme et à la technocratie qui sont sources de critiques depuis sa création.
Le Groupe HEC propose différentes formations au management et à l'entrepreneuriat : Bachelor, cursus sur concours sélectionnant des étudiants de classes préparatoires économiques et commerciales (appelé cursus « Grande école »), diplômes de mastère spécialisé, maîtrise en administration des affaires (MBA), doctorat et formations professionnelles certifiante (CESA).
HEC Paris est un établissement d’enseignement supérieur consulaire (EESC) de droit privé, sous la forme d'une société anonyme à capitaux publics.

## Histoire

### Débuts difficiles

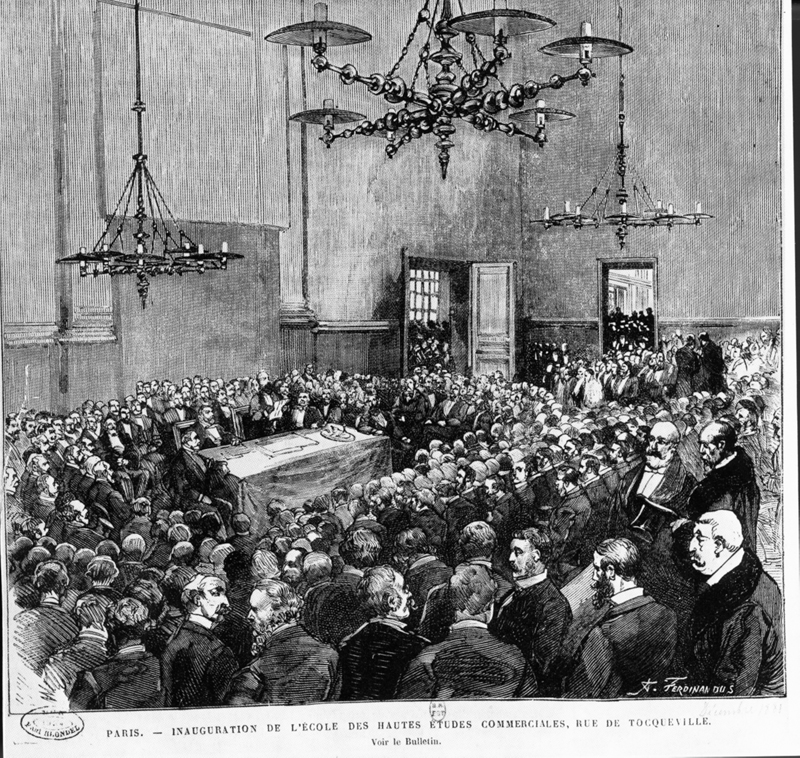
Inauguration de HEC Paris en 1881.

Sous l'impulsion de Gustave Emmanuel Roy, président de la Chambre de Commerce, l'école des Hautes études commerciales ouvre ses portes le 4 décembre 1881. En 1898, elle forme aux affaires de banque, au commerce, à l'industrie, prépare aux carrières consulaires et administratives. L'admission s'y fait sur examen, l'âge d'entrée est de seize ans, les études durent deux ans, et se terminent avec un diplôme ou un certificat d'études. Une école préparatoire admet sans examen les candidats à l'âge de 15 ans. L'état d'esprit de l'époque est alors à une meilleure reconnaissance du rôle de l'économie. Ainsi, Maurice Rouvier, ministre du Commerce et des Colonies, déclare-t-il lors de l'inauguration :

« Votre œuvre, messieurs, a un double mérite : elle procède d'une pensée élevée et féconde et elle vient à son heure. Je dis qu'elle vient à son heure car nous touchons au moment où les questions de l'ordre économique, commercial et financier sont appelées à prendre une part de plus en plus large. »

— Maurice Rouvier, ministre du Commerce et des Colonies, Discours d'inauguration le 4 décembre 1881.
Les débuts sont difficiles : l'école est peu connue, chère, et souffre d'être considérée comme une école facile pour enfants de bonne famille. La chute du nombre d'élèves, entre 1902 et 1904, qui diminue de 401 à 277, en est une parfaite illustration. Les bacheliers sont alors encore admis de droit. L'instauration d'un concours en 1892 tente de renverser cette tendance. Supprimé en 1906, il est rétabli en 1913. La direction innove également par l'instauration d'un concours d'entrée en deuxième année en 1921 ou, l'année suivante, l'introduction expérimentale de la méthode des cas. Les cours restent cependant, comme dans l'enseignement français de l'époque, très théoriques. En 1938, la scolarité passe de deux à trois ans et le stage obligatoire en entreprise est introduit.

### Après guerre: Une refonte de l'enseignement

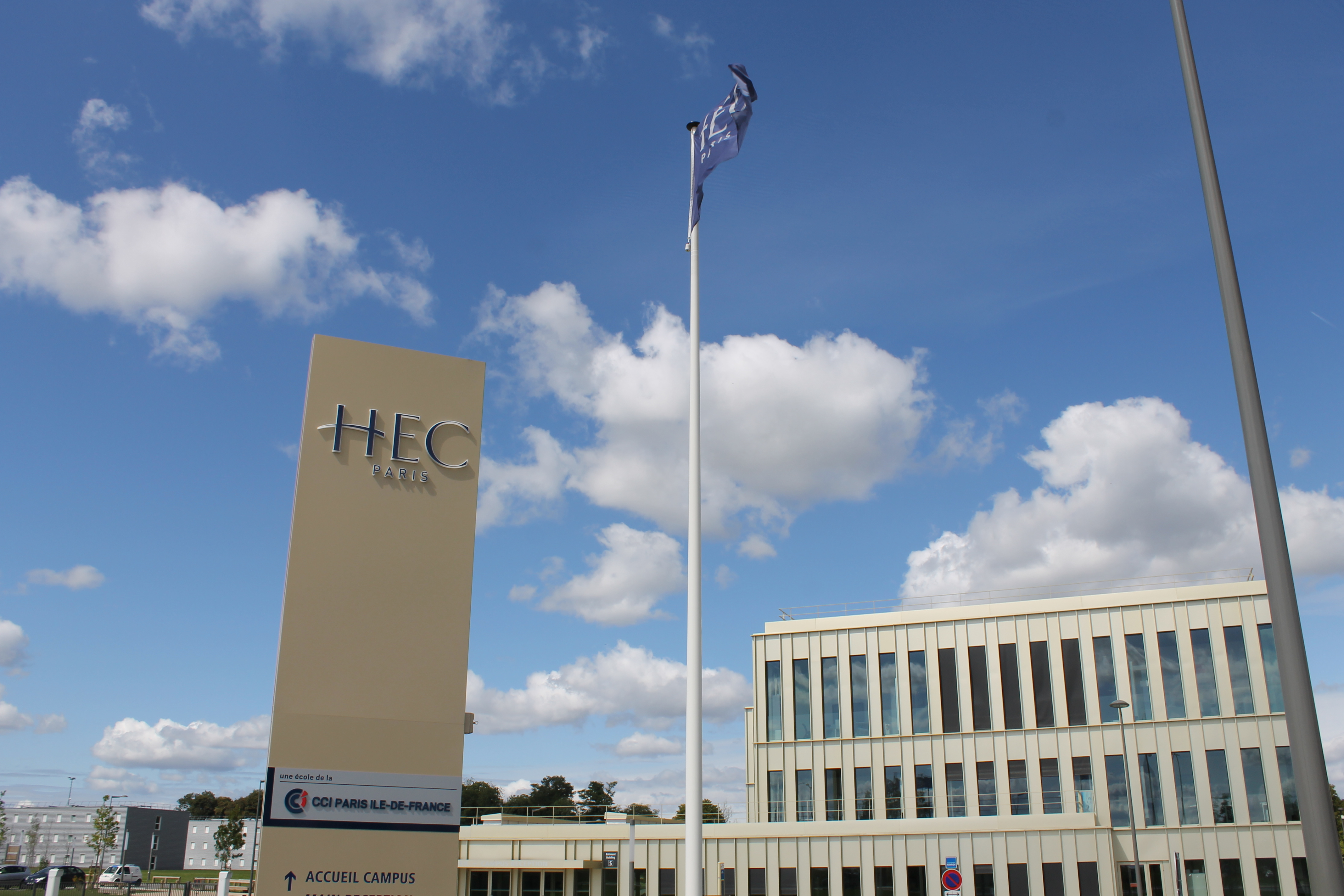
L'entrée du campus de HEC Paris, à Jouy-en-Josas (Paris-Saclay).

En 1964, la rupture est incarnée par le déplacement de l'école depuis la rue de Tocqueville vers un véritable campus,  dans les Yvelines, à Jouy-en-Josas, inauguré le 9 juillet 1964 par le Général de Gaulle,. L'évolution générale se poursuit avec la constitution d'un corps professoral permanent qui, de zéro en 1962, passe à 79 en 1970.
Les 130 hectares du parc appartenaient auparavant au baron James Mallet, qui s'en servait de terrain de chasse. Cette décision est initialement critiquée en raison de l'inaccessibilité du campus, mais l’inauguration de la Route nationale 118 (N118) en 1972 puis la connexion de la gare de Jouy-en-Josas au RER C en 1981 permettent en partie d'y remédier.
En 1969 l'Institut supérieur des affaires (ISA), diplôme de MBA du Groupe HEC, avait été créé pour des gens d'horizons divers ayant déjà une qualification élevée (ingénieurs, diplômés de troisième cycle, jeunes cadres ayant quelques années d'expérience). Là encore Lhérault reprend un modèle proche des standards américains. Il quitte son poste en 1969, après avoir radicalement étendu le périmètre du « Groupe HEC » qui ne se cantonne plus à la grande école, mais reste encore très centré sur la France.

### Années 1970: Internationalisation, lien avec les entreprises et recherche
Des accords sont signés avec des écoles étrangères comme l'ESADE de Barcelone, l'Université Bocconi de Milan ou McGill à Montréal. En 2001 le groupe HEC lance le Trium Executive MBA, diplôme en partenariat avec la Stern School of Business de la New York University et la London School of Economics.
En 1973, le concours d'entrée est ouvert aux femmes et l'école de Haut enseignement commercial pour les jeunes filles disparaît tandis que 27 femmes réussissent le concours. En 1982, les femmes représentent 30 % de la promotion et dans les années 2000 entre 45 et 50 %[réf. nécessaire].
Le corps professoral continue à se développer et atteint 350 personnes en 1980 puis environ 800 actuellement. La part d'enseignants-chercheurs augmente progressivement dans le corps professoral et celles des titulaires d'un PhD ou d'un doctorat passe à 90 % en 2007.
Par ailleurs l'école développe les chaires financées par des entreprises (Deloitte, EDF, Toshiba…) pour multiplier les liens avec ces dernières. La Fondation HEC, créée en 1972, a pour but spécifique de développer ces liens et le financement de l'école par les entreprises, actuellement de 4,5 millions d'euros par an. Elle est dirigée depuis décembre 2018 par Olivier Sevillia (MBA 1990) qui succède à Bertrand Léonard (HEC 1995), à Daniel Bernard (HEC 1969) et à Jean-Marie Hennes (MBA 1980).
Dans les années 2000, l'importance des effectifs de jeunes diplômés qui entrent dans la finance suscite des interrogations, comme pour les écoles d'ingénieurs, au vu de l'éloignement par rapport aux missions commerciales auxquelles préparait, historiquement, leur enseignement.
En juin 2019, HEC lance une levée de fonds auprès d'anciens élèves et d'entreprises dans le but d'obtenir 200 millions d'euros avant 2024. 70 millions d'euros ont déjà été levés avant l'annonce publique. La direction d'HEC justifie cette volonté d'augmenter son capital par une restructuration impliquant une meilleure qualité de formation et d'enseignement pour ses élèves avec davantage d'encadrement mais aussi une rénovation de son campus qui date de 1967.
Le 15 septembre 2020, l'école co-fonde avec l'Institut polytechnique de Paris le centre de recherche en intelligence artificielle Hi! PARIS.
Le 3 octobre 2023, un important incendie se déclare sur le campus de l'école. Une conférence organisée par l'association HEC Débats, à laquelle est présent l'économiste Jacques Attali, est interrompue.

### Directeurs

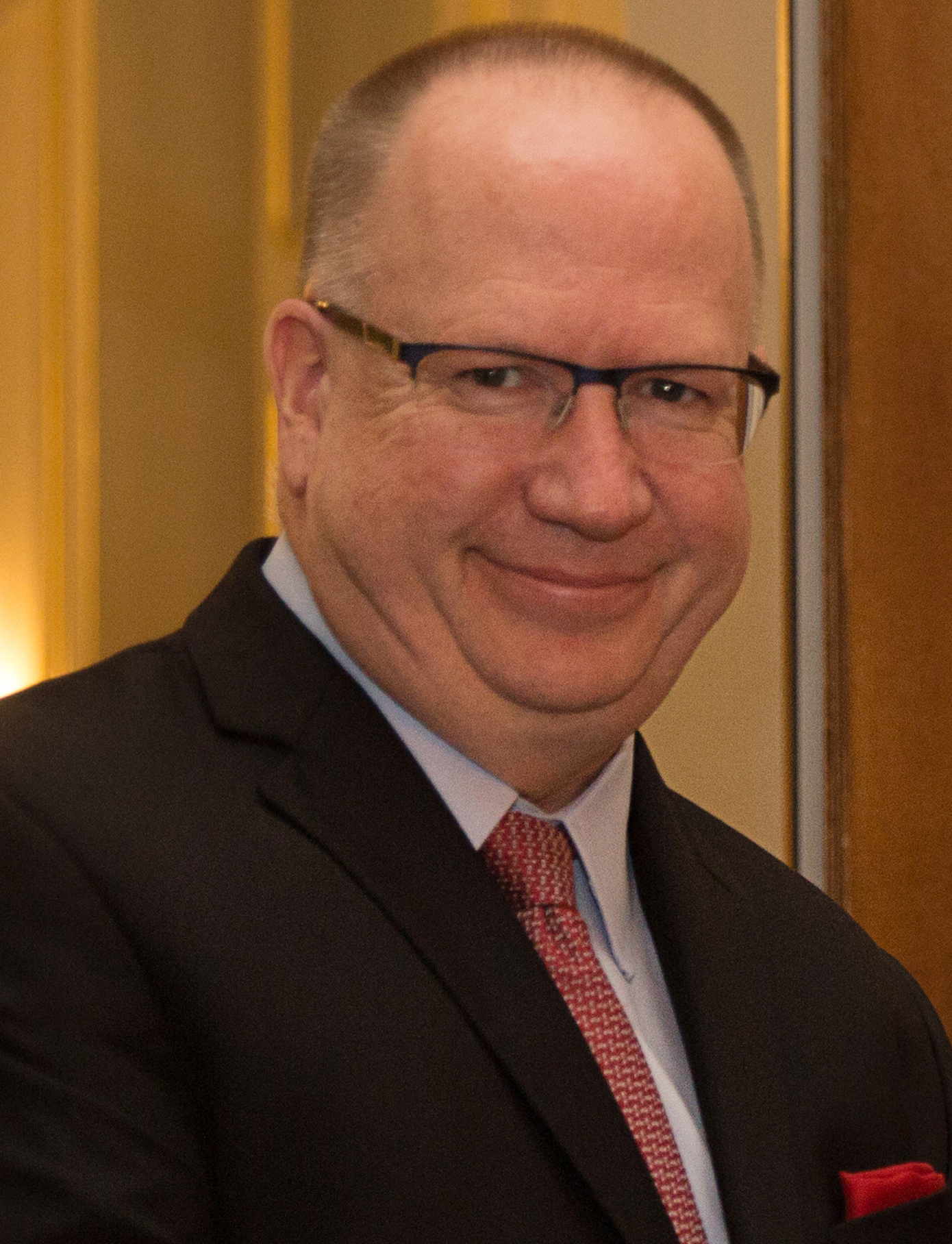
Peter Todd, ancien directeur du groupe HEC (ici en 2016).

| Année d'arrivée | Année de départ | Nom                      |
| --------------- | --------------- | ------------------------ |
| 1958            | 1969            | Guy Lhérault             |
| 1989            | 1991            | Michel Faucon            |
| 1992            | 1994            | Henri Tézenas du Montcel |
| 1995            | 2015            | Bernard Ramanantsoa      |
| 2015            | 2020            | Peter Todd               |
| Depuis 2021     |                 | Éloïc Peyrache           |

## Campus

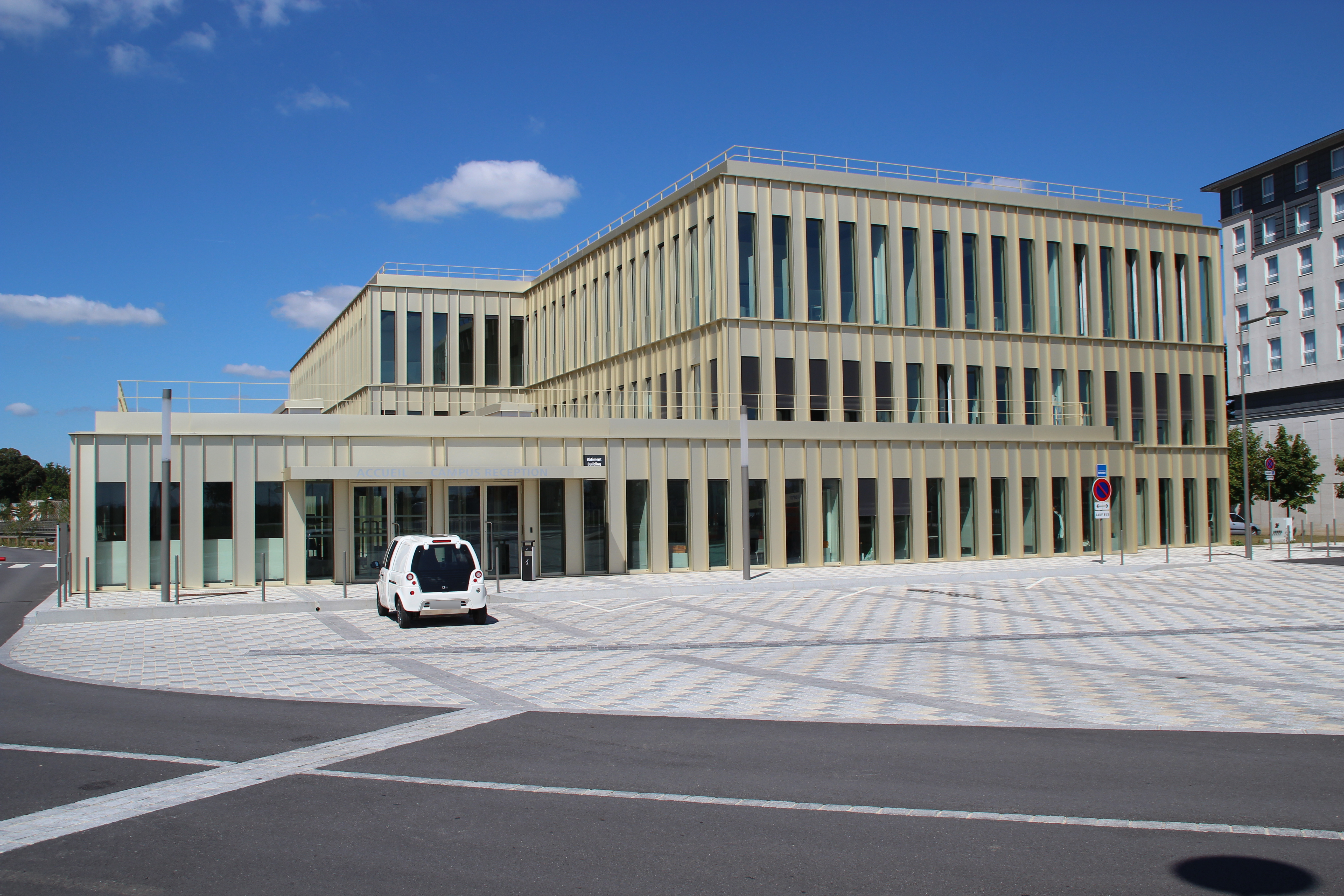
Campus de HEC.

### Centres de formation à l’étranger

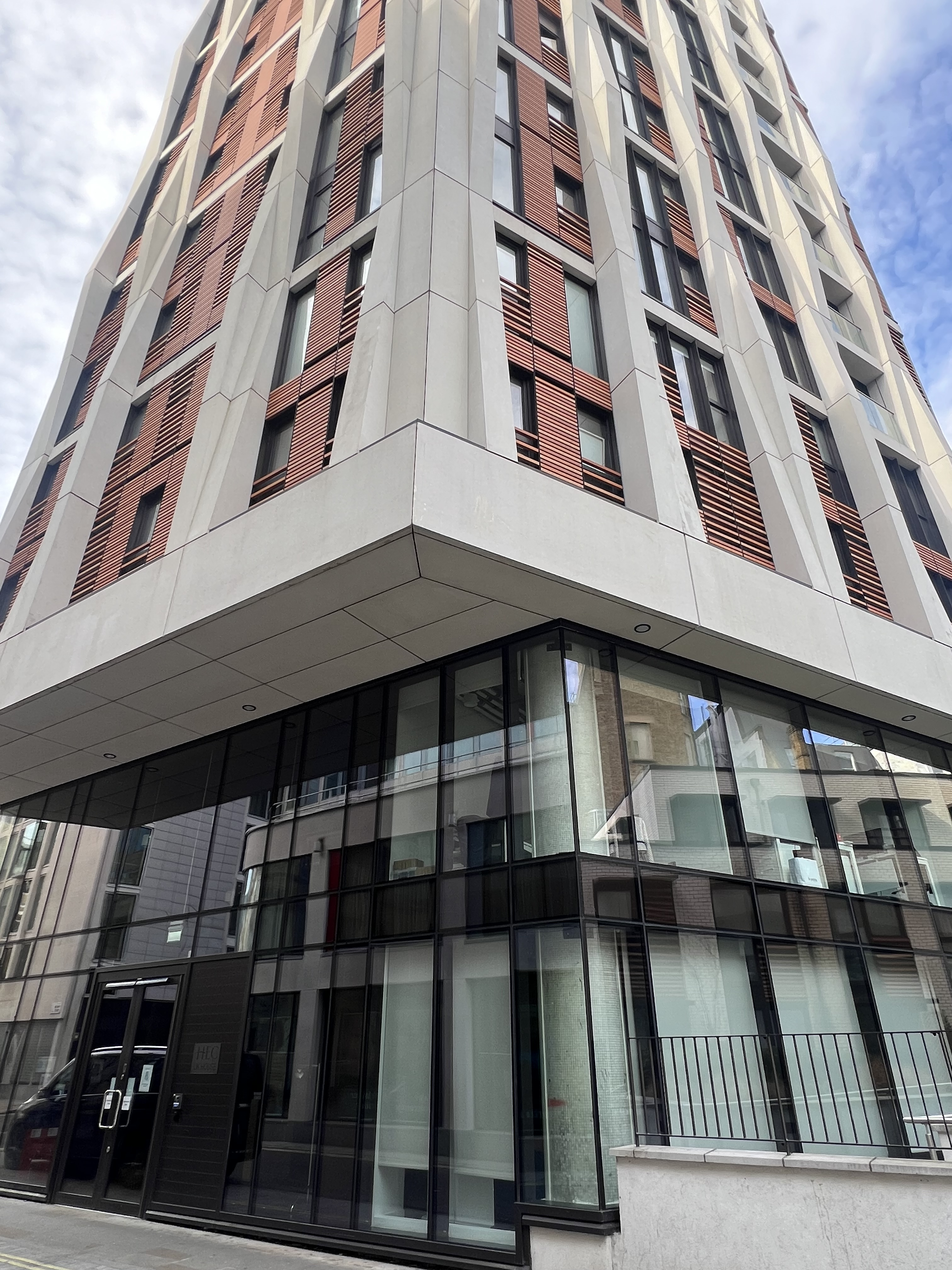
HEC UK House (maison des HEC) à Londres

HEC est notamment implantée à Abidjan sur le continent africain, ainsi qu'au Qatar.
Ce campus au sein de la péninsule arabique suscite des critiques. En effet, le gouvernement qatari ne garantit pas la liberté d’enseignement des professeurs enseignant sur son territoire, y compris au sein des campus délocalisés d’institutions étrangères telles que HEC. Cette absence de liberté d’expression des professeurs et des étudiants provient par ailleurs de l’interdiction des critiques publiques vis-à-vis de l’émir du Qatar et de sa politique étrangère ambigüe, notamment en matière de lutte contre le terrorisme.
Enfin, de nombreux commentateurs ont souligné les motivations avant tout financières ayant mené au choix du Qatar comme pays d’accueil d’un campus délocalisé de HEC. Cependant, HEC au Qatar fait partie de la Fondation du Qatar.

## Enseignements
HEC Paris propose différentes formations au management et à la gestion allant du Bachelor au Doctorat.

### Bachelor Data, société et organisations
L'école refuse encore à l'été 2023 de recruter après le baccalauréat du fait de la réticence du corps enseignant à prendre en charge des élèves peu autonomes.
Pourtant, en octobre 2023, l'école annonce un partenariat avec l'université Bocconi de Milan qui lui permettra, à partir de septembre 2024, de délivrer un double diplôme Bachelor of Arts & Sciences délivré par l'école et un bachelor ès sciences Bocconi. Les élèves seront pris en charge par Bocconi durant les 3 premiers semestres, puis par HEC les 3 derniers semestres,. L'école ne prévoit pas de proposer de place à Parcoursup pour ce diplôme. Elle cible en priorité les étudiants internationaux.
Ce diplôme coûtait 71 000 euros en 3 ans à la rentrée 2024. Intitulé Data, société et organisations, il combine les sciences des données et les sciences sociales. Les étudiants passent les trois premiers semestres en Italie et les trois derniers en France sur le campus de Jouy-en-Josas,.

### Cursus«Grande École»
Le cursus « Grande École » ou Master in Management de l'école délivre un diplôme d'établissement d'enseignement supérieur consulaire visé qui accorde le grade de master. Il est distinct d'un diplôme national de master.
Les étudiants de ce programme sont sélectionnés par concours. En 2023, 400 places sont proposées. Elle est l'école de commerce la plus demandée en France selon le classement Sigem.

#### Classement
| Classement du programme Grande École                                                                  | Rang                    |
| --- | ----------------------- |
| Financial Times - Classement des écoles de commerce européenne 2024                                   | 2e (Europe)             |
| Financial Times - Masters in Management 2024                                                          | 2e (Monde)              |
| Le Figaro - Classement des écoles de commerce 2025                                                    | 1er (France)            |
| L'Étudiant - Palmarès Grandes Écoles 2024                                                             | 1er (France)            |
| Le Point - Découvrez notre palmarès 2024 des écoles de commerce                                       | 1er (France)            |
| Challenges - Classement des écoles de commerce 2024                                                   | 1er (France)            |
| Le Parisien - Palmarès des écoles de commerce 2024                                                    | 1er (France)            |
| Sigem - Classement des écoles de commerce 2024                                                        | 1er (France)            |
| Times Higher Education - Classement 2025 des universités mondiales selon l'employabilité des diplômés | 2e (France) 22e (Monde) |

#### Débouchés
La part de diplômés créant leur propre entreprise à la sortie de l'école est de 13 % en 2015.
En 2021 Le Figaro étudiant a passé en revue la formation des 45 fondateurs et cofondateurs de 21 licornes françaises. HEC est en tête des écoles à égalité avec l'École normale supérieure (quatre anciens élèves chacune).

### Mastères spécialisés
Le mastère spécialisé, accrédité par la conférence des grandes écoles, se fait après obtention d'un diplôme de l'enseignement supérieur. La scolarité d'un mastère spécialisé à HEC Paris varie suivant le mode choisi (temps plein ou temps partiel) et sa durée. Le mastère spécialisé HEC Paris est un diplôme distinct de celui du programme grande école.
Six mastères spécialisés sont proposés.

### MBA
L'Institut supérieur des affaires a été placé à sa création sous le régime des écoles reconnues par l'État. Il délivrait un diplôme visé par le ministre chargé de l'Enseignement supérieur. Ensuite, l'État a créé le grade de master et le confère à l'ISA (arrêté du 18 juin 2004, renouvelé régulièrement).
Désormais nommé MBA HEC, ce diplôme de 16 mois est accrédité MBA par l'Association of MBAs.
| Classement                 | Rang européen | Rang mondial |
| -------------------------- | ------------- | ------------ |
| The Economist – MBA (2021) | 1             | 2            |
| FT – Global MBA (2025)     | 5             | 9            |
| QS – Full Time MBA (2025)  | 1             | 6            |

### HECExecutive MBA

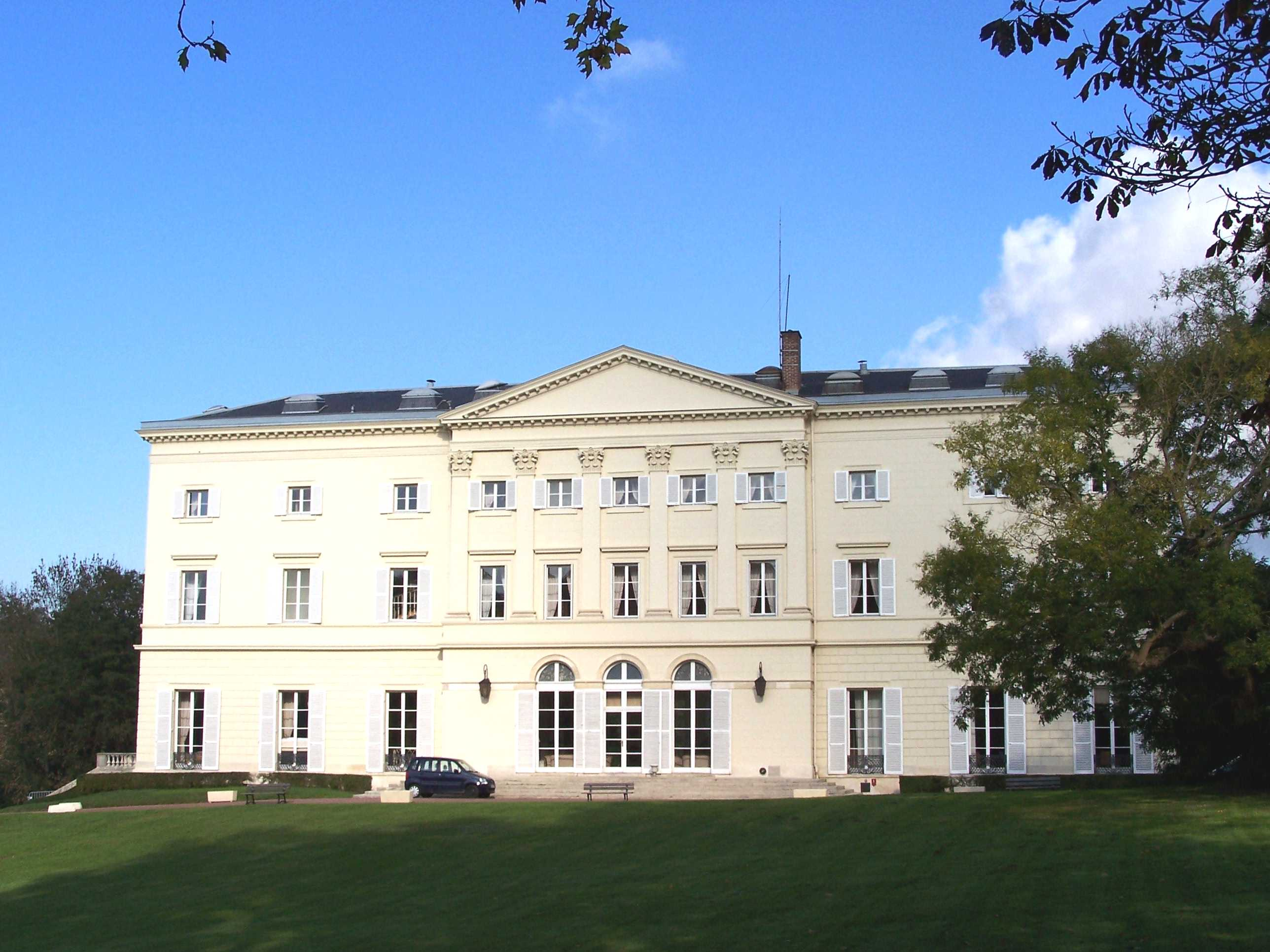
Château de Jouy-en-Josas, destiné à l’en Éducation.

Anciennement nommé Centre de perfectionnement aux affaires (jusqu'en 2002), l’Executive MBA HEC est un programme qui s’adresse aux cadres dirigeants. Il bénéficie de la triple accréditation AACSB, AMBA et EQUIS.

### Trium Global Executive MBA
Le Trium Global Executive MBA est une formation continue de Master of business administration qui s'adresse aux cadres de direction. Elle est créée en 2001 par HEC Paris, la New York University Stern School of Business (NYU Stern) et la London School of Economics and Political Science (LSE). Stern y apporte son expertise en finance, la LSE apporte son expertise en culture économique et géopolitique, et HEC sa spécialité en marketing et stratégie. Cette formation est 4e des Executive MBA au classement du Financial times.

### Executive MSc innovation & entrepreneuriat
L’ Executive MSc innovation & entrepreneuriat est un programme créé par HEC Paris en partenariat avec Coursera. 100% en ligne, il vise à former en 18 mois des Cadres dirigeants spécialisés dans ces deux domaines. Il a été ouvert en mars 2017 et nommé originellement Online Master innovation & entrepreneuriat.
En octobre 2024, ce diplôme est visé par l'Etat, inscrit comme niveau 7 au repertoire de France compétences sans toutefois délivrer le grade de Master.

## Formation en ligne ouverte à tous (FLOT ou MOOC)
HEC Paris crée ses propres formations en ligne via les MOOCs.

## Recherche

### Départements
HEC Paris est composé de neuf départements de recherche organisés en quatre centres : Hi! PARIS, dédié à l'intelligence artificielle (en partenariat avec l'Institut polytechnique de Paris), l'Innovation & Entrepreneurship Institute, l'Institut Sustainability & Organizations et le Groupement de Recherche et d’Etudes en Gestion à HEC (GREGHEC) qui est commun à l'école et au CNRS.
HEC Paris délivre également un diplôme de doctorat depuis 1985.

### Partenariats
- En 2006, HEC Paris crée avec l'École polytechnique l'INSEFI, un institut de recherche et d’enseignement supérieur en économie et finance[85].
- Le 1er juillet 2008, HEC Paris devient membre fondateur du PRES ParisTech[86].
- En 2016, HEC Paris est partenaire académique du pôle mondial Paris-Saclay[87].
- En février 2019, HEC Paris signe une alliance avec l'Institut polytechnique de Paris[88].
- En octobre 2023, HEC Paris s'ouvre pour la première fois au post-bac en créant un bachelor avec l'Université Bocconi[89].

## Entrepreneuriat

### Éducation
HEC propose depuis plus de 40 ans une formation à l'entrepreneuriat avec la création en 1977 de HEC Entrepreneurs par Robert Papin.
Depuis 2017 l’école propose un Executive Master dédié au domaine.

### Entrepreneuriat parmi les anciens élèves
Entre 2004 et 2013, la part d'anciens élèves ayant créé une entreprise est passée de 10 % à 25 %.

### Incubateur
Actuellement dirigé par Antoine Leprêtre, l'Incubateur HEC Paris est installé depuis 2017 au sein du campus de Station F.

## Élèves

### Vie étudiante
Le sociologue Yves-Marie Abraham note qu'HEC se distingue d'autres grandes écoles françaises par une souplesse de la vie étudiante et une valorisation des activités extra-scolaires (associations, stages, etc.), en contraste avec les rigoureuses deux années de classes préparatoires pour intégrer l'établissement ; celles-ci favorisent surtout les élèves disposant déjà d'un capital familial et social élevé.

#### Bureau des Élèves
En 2010, le bureau des élèves (BDE) a dû faire face à une crise importante après des incidents répétés liés à une consommation excessive d'alcool dans ses soirées. En particulier, un élève a failli mourir d'un coma éthylique, et une autre soirée au cours de laquelle six étudiants ont été blessés ou ont souffert de malaise, dont deux en coma éthylique, a été largement couverte dans les médias, poussant la CCI Paris à interdire les soirées HEC pendant un mois et demi. En 2014, la soirée de fin d'année a été marquée par des incidents de vandalisme (murs de l'école tagués) et de dégradations de biens (mobilier jeté par les fenêtres) nécessitant l'intervention des forces de l'ordre.

#### Boom HEC
Le Boom HEC accueillit des artistes de Jazz dans les années 1950 et 1960, comme Albert Nicholas en 1955, Sidney Bechet en 1958, Bill Coleman, Maxim Saury, Cootie Williams et Nino Ferrer en 1959, Pierre Michelot, Gilbert Bécaud et Léo Ferré en 1960, ainsi que Bob Azzam en 1961. Des prix récompensant des musiciens étaient remis lors de cette soirée, comme à Irakli De Davrichewy et les Louis Ambassadors lors du Boom 1961.
Le Boom HEC 1961 prend également le nom du Festival mondial de rock, afin d'accueillir Johnny Hallyday et les Chaussettes Noires avec Eddy Mitchell, au début de leurs carrières. Le BDE HEC réalisait et diffusait également des spots publicitaires à la télévision, en couleur, pour la promotion des Boom, comme pour le Boom 1963. Ce même Boom 1963, le dernier à se dérouler boulevard Malesherbes, avant le déménagement à Jouy-en-Josas, a d'ailleurs fait la une du Monde. L'édito proclame « Le Boom est le fruit de jeunes qui pensent en actes ».
Lors du déménagement d'HEC de la rue de Tocqueville au campus de Jouy-en-Josas en 1964, le Boom a permis de marquer de façon symbolique la continuité des traditions de l'école entre ces deux lieux. En effet, celle-ci connaît des changements importants provoqués par son déménagement loin de la capitale, avec notamment une vie communautaire plus importante.
Pour marquer le déménagement à Jouy-en-Josas, le Boom 1965 aura pour thème les Voyages Fantastiques et le Boom 1967 sera lui intitulé Go West, en référence à la localité de Jouy-en-Josas, situé à l'ouest de la banlieue parisienne.
Le Boom 1981, organisé à l'occasion du centenaire de l'École, a réuni plus de 5 000 personnes sur le campus, record jamais atteint sur le campus à Jouy-en-Josas. Cependant, après la relocalisation sur le campus, Le Boom a connu un déclin constant, au point d'avoir été annulé plusieurs années de suite à la fin des années 1990, le BDE préférant alors se concentrer sur l'organisation d'un Gala à Paris. Il a néanmoins été relancé par le BDE Karma Sutra en 2001. En 2002, il réintègre même le Bâtiment des Études comme lors de ses plus illustres années, sous l'impulsion du BDE Démenz'ciel. Les contraintes de sécurité nouvelles s’appliquant à l’organisation des soirées ainsi que la généralisation des soirées du jeudi n'ont cependant pas permis de recréer un évènement à la hauteur de ceux des années 1980, avec néanmoins des invités de renommée, comme MC Solaar et FFF en 1997, Martin Solveig et Francky Vincent en 2002, Bob Sinclar et DJ Abdel en 2004, David Guetta en 2005, Les Wampas en 2006, Benny Benassi en 2007, David Vendetta en 2008 et 2009, Laurent Wolf en 2010 ou dernièrement Antoine Clamaran en 2011.

#### Soirées du jeudi, les «POW»
Organisées sur le campus de l'école, les « soirées du jeudi » ou « POW » (Party of the Week), sont lancés en 1993 par le BDE Carte Blanche. Ils ont été critiqués pour pratiquer la distribution d'alcool à volonté. Cette pratique a été bannie en 2015, les consommations d'alcool étant limitées par un nombre de tickets distribués à l'entrée.

### HEC Alumni

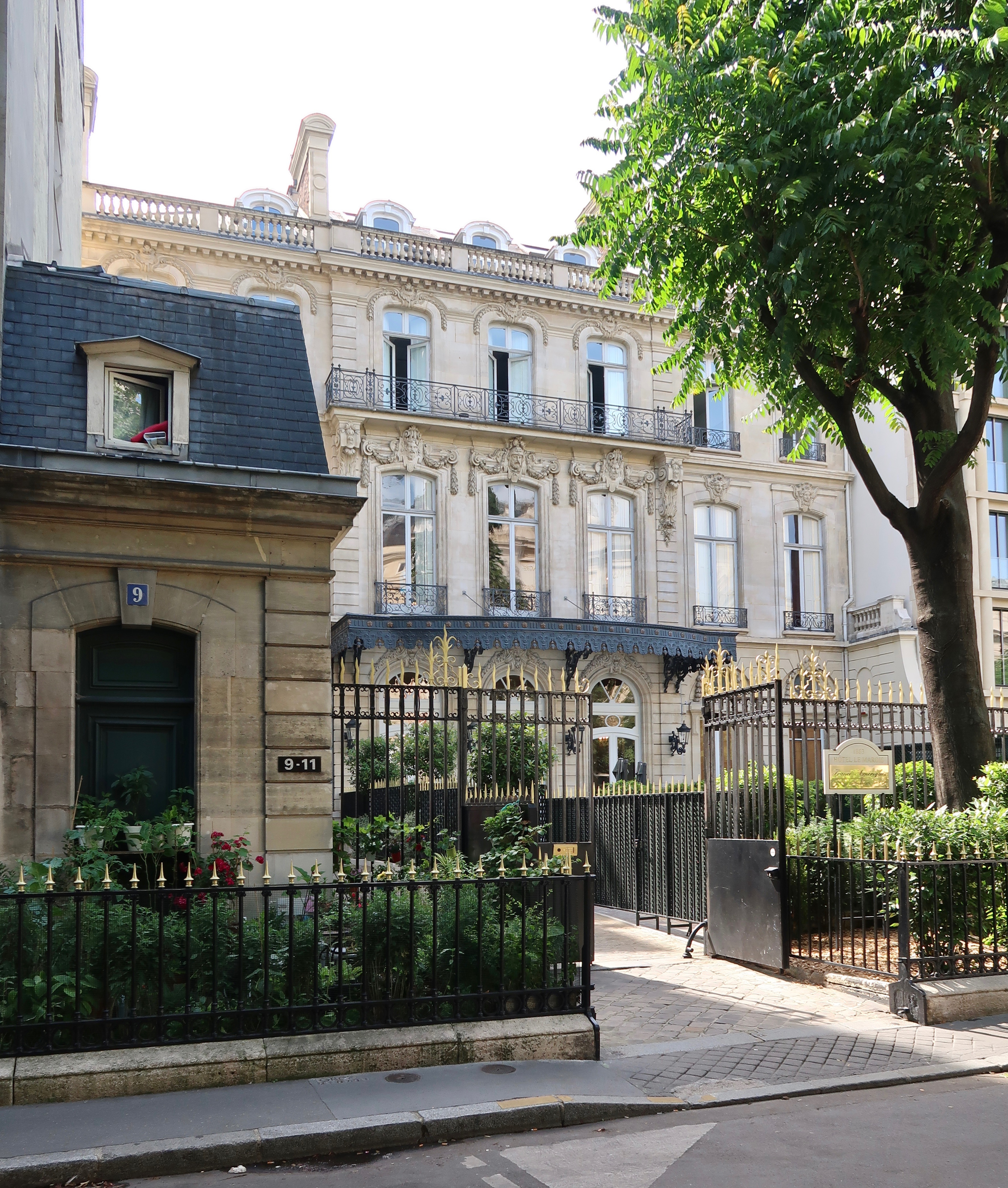
Hôtel Le Marois, siège d'HEC Alumni.

En 2017, HEC Alumni, l'association des diplômés d'HEC Paris, a été classée par The Economist comme le 2e réseau d'anciens élèves d'écoles de commerce le plus influent au monde, derrière celui de la Henley Business School. Le siège de l'association est situé dans l'hôtel Le Marois à Paris.

## Controverse

### Sexisme au sein de HEC
L’école a été accusée de tolérer des violences sexistes et sexuelles. Une enquête de 2018 menée en interne par l’association QPV HEC indique que 80 % des filles interrogées et 62 % des garçons trouvent les traditions à HEC « sexistes ou très sexistes » ; 12 % des filles ont dit avoir subi des actes de types « mains aux fesses ou sur les seins, de baisers forcés » au sein de l’école. Pour 55 % des 700 étudiants sondés, les clubs de sport masculins sont les principaux vecteurs de ce sexisme ambiant.
À cet égard, de nombreuses dérives ont été pointées :
- lors des « Soirée de la Semaine », une étudiante était désignée comme « chatte fraiche », devenant une « cible »
- le recensement par le club de rugby HEC des filles des promotions était accompagné de descriptions à caractère sexiste comme : « De longues jambes qui ne demandent qu’à être écartées » ;
- lors des soirées organisées par l’association étudiante « Le Zinc », seules les filles sont acceptées en début de soirée afin d'encourager ces dernières à boire beaucoup et ainsi se rendre « disponibles » pour l’arrivée des garçons par la suite ;
- Un site Web intitulé « Sortie Vauhallan », en ligne de 2003 à 2019, scrutait toutes les relations de la vie des étudiants et étudiantes où les filles étaient catégorisées en « effacées », « hystériques » ou « salopes ».

Alors même que ces violences auraient été connues de l’administration, il est pointé le manque de volonté et de rapidité à y répondre.
D’après le livre d'enquête La fabrique des élites déraille - Grandes écoles : bizutages, sexisme, viols (2021) du journaliste Iban Raïs, la direction, mise au courant de plusieurs cas de viols et d'agressions sexuelles commis par des étudiants, témoigne d’un refus manifeste et répété d’apporter un quelconque soutien aux victimes et de sanctionner leurs agresseurs. Cette complaisance se perpétuerait malgré une communication de prétendue « tolérance zéro » à l’égard de violences sexistes et sexuelles,.

## Dans la culture populaire
Le film de Claude Zidi, Association de malfaiteurs, sorti en 1987, avec François Cluzet, Christophe Malavoy, Claire Nebout, Véronique Genest, raconte les aventures d'anciens élèves de HEC qui montent une embrouille après une blague qui tourne mal.
En 1999, un étudiant de l'école, David Hirschmann, écrit à tous les élèves un message électronique dans lequel il se plaint de l'absence de réponse d'un cabinet de conseil. Son message et les réponses d'autres étudiants créent une affaire médiatique,,,.
L'écrivaine Florence Noiville publie en 2009, J'ai fait HEC et je m'en excuse, une critique de l'enseignement du marketing et de la finance à HEC, où les professeurs inculquent selon elle aux élèves la recherche du profit pour les entreprises, quitte à éclipser toute considération morale ou éthique. Elle a été diplômée d'HEC après avoir été étudiante à Sciences Po Paris et obtenu une maîtrise de droit des affaires. Son livre obtient un grand retentissement, en réponse à la crise financière et au rôle de son mari dans le gouvernement Fillon II.
Bien que le nom de HEC ne soit à aucun moment mentionné, le film de Kim Chapiron, La Crème de la crème, sorti en 2014 serait une satire de la décadence de la vie des étudiants sur le campus et de leur formatage intellectuel. Le cinéaste y dénonce les enseignements de l'école de commerce. Le film reçoit un accueil mitigé de la part des critiques.
L'artiste Tom Connan publie en 2016 et sous pseudonyme un roman satirique intitulé Le Camp inspiré de son expérience d'étudiant. Il y critique l'administration compliquée et dissimulatrice. Un débat sur Public Sénat oppose l'auteur en 2016 au futur ministre de l'Éducation nationale, Jean-Michel Blanquer, sur le thème de « l'enseignement supérieur à deux vitesses ».